# Mike B. Anderson
Mike B. Anderson, às vezes creditado como Mikel B. Anderson, é um diretor de televisão que trabalha na equipe de The Simpsons, tendo dirigido vários episódios do programa, além de ter animado o episódio "The Secret War of Lisa Simpson".
Enquanto aluno universitário, Anderson dirigiu os filmes live-action Alone in the T-Shirt Zone (1986) e Kamillions (1989). Desde 1990, ele trabalha quase que exclusivamente em animações. Por seu trabalho em The Simpsons, Anderson recebeu dois Emmy Awards pela diração dos episódios "Homer's Phobia" (1997) e "HOMR" (2000). Por "Homer's Phobia", Anderson também recebeu o Annie Award de Melhor Direção em uma Produção de TV e o WAC de Melhor Direção de um Seriado do Horário Nobre no World Animation Celebration de 1998. Mike foi o diretor de sequência de The Simpsons Movie (2007). Atualmente trabalha como diretor supervisor em The Simpsons.

## Filmografia
Episódios de The Simpsons dirigidos por Anderson
- 1996: "Lisa the Iconoclast"
- 1996: "Treehouse of Horror VII"
- 1996: "You Only Move Twice"
- 1997: "Homer's Phobia"
- 1997: "The Secret War of Lisa Simpson"
- 1998: "The Last Temptation of Krust"
- 1998: "Homer Simpson in: "Kidney Trouble"
- 1999: "Hello Gutter, Hello Fadder"
- 2001: "HOMR"
- 2001: "Trilogy of Error"
- 2002: "Tales from the Public Domain"
- 2002: "How I Spent My Strummer Vacation"
- 2003: "C.E. D'oh"
- 2003: "The President Wore Pearls"
- 2004: "Margical History Tour"
- 2004: "The Way We Weren't"
- 2004: "Fat Man and Little Boy"
- 2005: "Pranksta Rap"
- 2005: "Marge's Son Poisoning"
- 2006: "Homer's Paternity Coot"
- 2006: "The Wettest Stories Ever Told"
- 2006: "Please Homer, Don't Hammer 'Em..."
- 2008: "Mona Leaves-a"
- 2009: "Treehouse of Horror XX"